# Dietes flavida
Dietes flavida är en irisväxtart som beskrevs av Anna Amelia Obermeyer. Dietes flavida ingår i släktet Dietes och familjen irisväxter. Inga underarter finns listade i Catalogue of Life.